# Мила Самарџић
Мила Самарџић (Београд, 1966) је италијанист и редовни професор Универзитета у Београду. На Катедри за италијанистику Филолошког факултета предаје Лексикологију италијанског језика, Теорију превођења, Превођење са италијанског и Историју италијанске граматике.

## Биографија
Самарџићева је дипломирала италијански језик 1988., магистрирала 1991. (тема Конектори у савременом италијанском језику), a докторирала је девет година касније (2000., тема Везници и везнички изрази у италијанском језику). На Катедри за италијанистику у Београду је најпре радила као асистент од 1989. Од 2000. је у звању доцента, од 2007. је ванредни професор, а од 2012. редовни професор. Од 1999. предавала је као гостујући професор на Универзитету Црне Горе у Никшићу. Аутор је бројних радова из области текстуалне лингвистике, историјске синтаксе, студија о превођењу и савремених проблема у италијанском језику, а бави се књижевним и стручним превођењем. Године 2002. организовала је преводилачку радионицу, у оквиру које су студенти и професори на Катедри превели књигу Енија Ремондина Телевизија иде у рат. На докторским студијама предаје Историју италијанске граматике. Између бројних превода са италијанског, на српски је превела и одељке Историје италијанске књижевности Ђулија Феронија (Подгорица, 2005) и Историју новинарства Ђованија Гоцинија (Београд, 2001).
Суделовала у раду многих научних скупова у земљи и иностранству.